# Phragmipedium caricinum
Phragmipedium caricinum är en orkidéart som först beskrevs av John Lindley och Joseph Paxton, och fick sitt nu gällande namn av Robert Allen Rolfe. Phragmipedium caricinum ingår i släktet Phragmipedium och familjen orkidéer. Inga underarter finns listade i Catalogue of Life.

## Bildgalleri

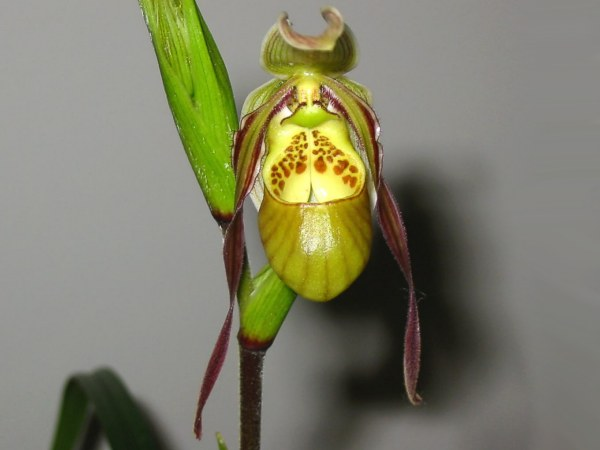
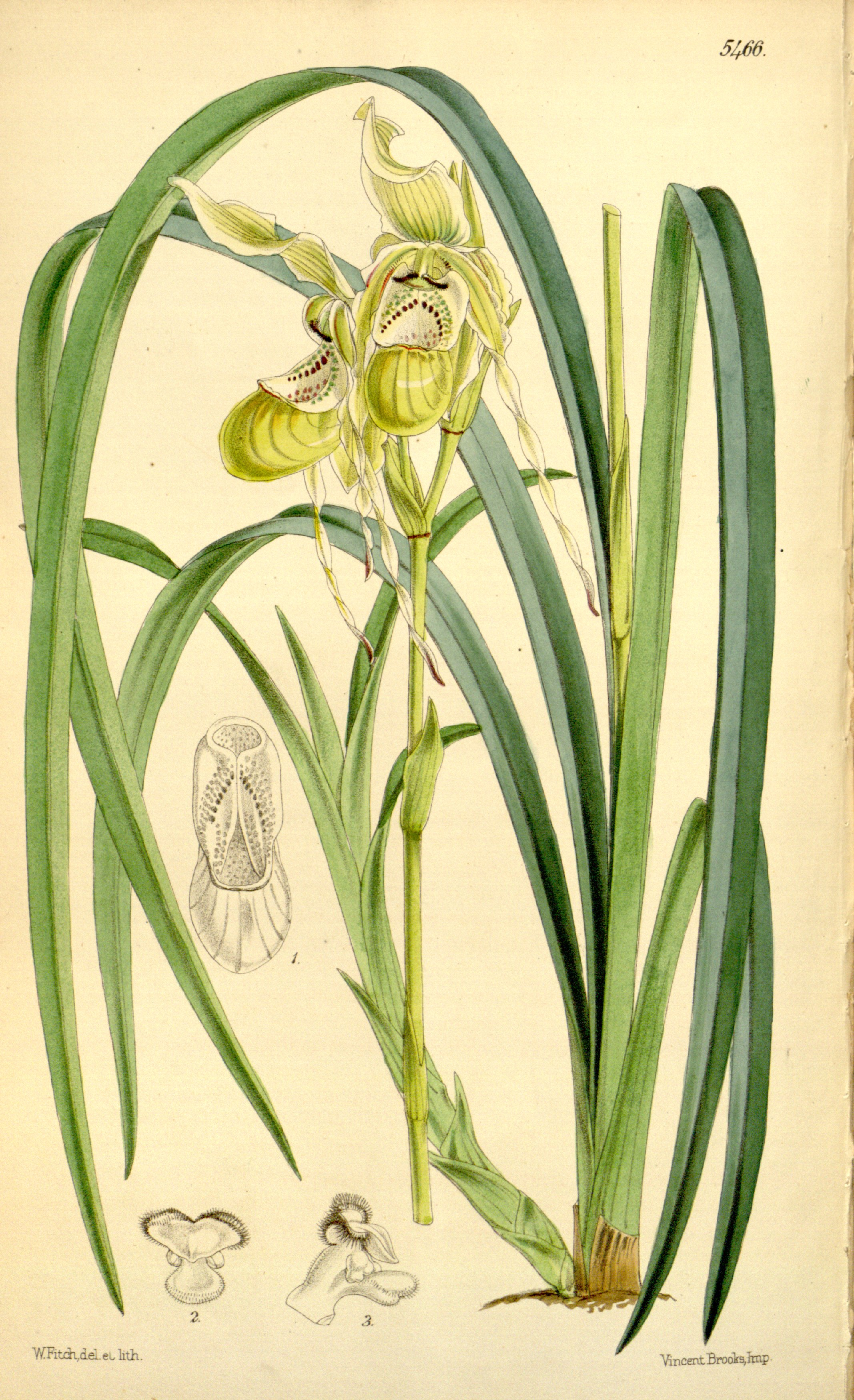